# Крістін (фільм)
«Крістін»(англ. Christine) — американсько-британський біографічний драматичний фільм 2016 року режисера Антоніо Кампоса, знятий за сценарієм Крейга Шиловіча. Ребекка Голл виконала роль телеведучої Крістін Чаббак, яка бореться з депресією, разом з професійними та особистими розчаруваннями, намагаючись просувати свою кар'єру.
Прем'єра стрічки відбулася у 2016 році на кінофестивалі Кінофестиваль «Санденс». Кінопоказ у США почався 14 жовтня 2016 року компанією The Orchard, а в Великій Британії — 27 січня 2017 року — компанією Curzon Artificial Eye. Фільм був оцінений критиками з багатьма схвальними виступами залу.

## Сюжет
Крістін Чаббак — 29-річна телевізійна репортерка, яка працює в Сарасоті, штат Флорида. ЇЇ погляди часто суперечать думкам боса Майкла, який хоче, щоб вона зосереджувалася менше на людських інтересах, а більше приділяла увагу злочинності, бо такі новини підвищують рейтинги. Вона цікавиться своїм колегою Джорджем Пітером Раяном. Крістін починає відчувати біль у животі. У лікарні довідується, що їй потрібно видалити яєчник, але це знизить ймовірність вагітності.
На роботі Крістін дізнається, що власник телецентру прийшов переманювати декого з команди в Сарасоті для роботи в Балтиморі. Задля підвищення Крістін приймає пораду свого боса Майкла і купує приймач, щоб прослуховувати власника, сподіваючись на шумніші історії. Хоча її роботу продовжують хвалити колеги, Майкл навпаки стверджує, що це все не те. Крістін намагається об'єднати різні жанри, та Майкла це не влаштовує. Він замінює частину її сюжету роботою операторки Джин. Крістін не стримується і перед усією командою кричить на Майкла та згадує його алкозалежну дружину.
Джордж запрошує Крістін на вечерю після кількох її вихідних. За розмовою Крістін зізнається, що вона будує стіни навколо себе, чоловік відкривається їй, говорить, що він — колишній алкоголік. Потім Джордж відводить її до своєї старої середньої школи і показує, що він був спортсменом, але після травми втратив довіру, почалися проблеми з наркотиками. Щоб зарадити Крістін, він приводить її в зал, де група самодопомоги грає в гру під назвою «Так, але», в якій одна людина говорить про свої проблеми, а інша пропонує рішення. Під час гри Крістін відкривається про свою незайманість і відчайдушне бажання мати дитину, чоловіка, якого вона любить.
Джордж відвозить подругу додому та розповідає, що їде в Балтімор. Крістін їде до будинку власника телецентру Боба Андерсона, де вона удає, що спустило колесо. Від нього вона дізнається, що Джордж попросив Андреа, ведучу спортивних новин, перейти разом. На роботі Крістін добре себе поводить з Майклом і просить його дозволу зробити частину сюжету. Майкл погоджується. Крістін читає кілька хвилин новини про місцеву злочинність, але під час заминки вона оголошує, що зараз відбудеться самогубство наживо, вона витягує пістолет і стріляє собі в голову. Спочатку всі вважають, що вона жартує, але швидко усвідомлюють, що сталося, коли Крістін падає з крісла. Вона продовжувала дихати, Джин супроводжувала її до лікарні, де їх зустрічала мати Крістін, яка дивилася трансляцію. Остання сцена фільму показує, що Джин вмикає телевізор і їсть морозиво, співаючи пісню «The Mary Tyler Moore Show», про це вона розповідала колись Крістін як її спосіб боротьби зі смутком.

## У ролях
| Актор            | Роль              |
| ---------------- | ----------------- |
| Ребекка Голл     | Крістін Чаббак    |
| Майкл Голл       | Джордж Пітер Раян |
| Трейсі Леттс     | Майкл Нельсон     |
| Марія Діззія     | Джин Рід          |
| Дж. Сміт-Кемерон | Пег Чаббак        |
| Джон Каллум      | Боб Андерсен      |
| Тімоті Сімонс    | Стів Тернер       |
| Кім Шоу          | Андреа Кірбі      |
| Морган Спектор   | лікар Парсонс     |

## Створення фільму

### Сценарій
Крейг Шиловіч придумав ідею для Крістін після того, як натрапив на статтю в Інтернеті про Чаббак. Він був «миттєво зачарований» історією і тим, що змусило її покінчити життя самогубством в прямому ефірі. Шиловіч пережив свою власну боротьбу з депресією в університеті Нью-Йорка після 11 вересня. Зрештою він вилетів зі школи. «Я проводив би свої дні до кінця, ходивши по кімнаті, заглядаючи за вікно, просто щоб не мати справу з ким-небудь», сказав він в інтерв'ю The Canadian Press. Депресія тривала близько семи років, і він сказав, що вона пройшла так само, як і почалась з невеликим поясненням. Він бачив свою історію в суїцидальній боротьбі Чаббак і виявив, що він «намагається зібрати її разом» у сценарії. Він взяв інтерв'ю у її кількох колишніх колег по новинах і читав новини, щоб зіставити з твердими фактами. Решта була уява.

### Виробництво
У травні 2015 року було оголошено, що Ребекка Голл, Майкл Голл, Трейсі Леттс, Марія Діззія і Дж. Сміт-Камерон були відібрані на ролі в фільмі, а Антоніо Кампос став режисером, Шиловіч — сценаристом, який також і продюсер стрічки разом з Мелоді К. Рошер, у той час Джош Монд і Шин Деркін — виконавчі продюсери Borderline Films.

## Сприйняття

### Критика
Фільм отримав схвальні відгуки. На сайті Rotten Tomatoes оцінка стрічки становить 88 % на основі 120 відгуків від критиків (середня оцінка 7,4/10) і 70 % від глядачів із середньою оцінкою 3,6/5 (5 458 голосів). Фільму зарахований «свіжий помідор» від кінокритиків та «попкорн» від глядачів, Internet Movie Database — 6,9/10 (11 423 голоси), Metacritic — 72/100 (34 відгуки критиків) і 7,1/10 (40 відгуків від глядачів).

### Номінації та нагороди
| Нагороди та номінації фільму «Крістін» | Нагороди та номінації фільму «Крістін»      | Нагороди та номінації фільму «Крістін»                           | Нагороди та номінації фільму «Крістін»                       | Нагороди та номінації фільму «Крістін» | Нагороди та номінації фільму «Крістін» |
| Рік                                    | Кінофестиваль/кінопремія                    | Категорія/нагорода                                               | Номінант                                                     | Результат                              |                                        |
| -------------------------------------- | ------------------------------------------- | ---------------------------------------------------------------- | ------------------------------------------------------------ | -------------------------------------- | -------------------------------------- |
| 2016                                   | Асоціація кінокритиків Чикаго               | Найкраща актриса                                                 | Ребекка Голл                                                 | Номінація                              |                                        |
| 2016                                   | Міжнародний кінофестиваль у Чикаго          | Срібний Гюго найкращий акторці                                   | Ребекка Голл                                                 | Перемога                               |                                        |
| 2016                                   | Американський кінофестиваль в Довіллі       | Гран-прі                                                         | Антоніо Кампос                                               | Номінація                              |                                        |
| 2016                                   | Спілка кінокритиків Детройта                | Найкраща актриса                                                 | Ребекка Голл                                                 | Номінація                              |                                        |
| 2016                                   | «Санденс»                                   | Гран-прі журі: драма                                             | Антоніо Кампос                                               | Номінація                              |                                        |
| 2016                                   | Асоціація кінокритиків Лос-Анджелеса        | Найкраща акторка                                                 | Ребекка Голл                                                 | Номінація                              |                                        |
| 2016                                   | Асоціація кінокритиків Торонто              | Найкраща актриса                                                 | Ребекка Голл                                                 | Номінація                              |                                        |
| 2016                                   | Жіноче коло кінокритиків                    | Найкращий фільм про жінок                                        | «Крістін»                                                    | Номінація                              |                                        |
| 2016                                   | Жіноче коло кінокритиків                    | Найкраща актриса                                                 | Ребекка Голл                                                 | Номінація                              |                                        |
| 2016                                   | Жіноче коло кінокритиків                    | Сміливість у виконанні                                           | Ребекка Голл                                                 | Перемога                               |                                        |
| 2016                                   | Жіноче коло кінокритиків                    | Премія Карен Морлі                                               | «Крістін»                                                    | Номінація                              |                                        |
| 2016                                   | Жіноче коло кінокритиків                    | Нагорода невидимої жінки                                         | Ребекка Голл                                                 | Номінація                              |                                        |
| 2017                                   | Американське товариство фахівців з кастингу | Найкращий акторський склад малобюджетної стрічки (комедія/драма) | Дуглас Айбел, Стефані Голбрук, Трейсі Кілпатрік, Блер Фостер | Номінація                              |                                        |
| 2017                                   | «Незалежний дух»                            | Найкращий дебютний сценарій                                      | Крейг Шиловіч                                                | Номінація                              |                                        |
| 2017                                   | «Доріан»                                    | Неоспіваний фільм року                                           | «Крістін»                                                    | Перемога                               |                                        |
| 2017                                   | «Золотий трейлер»                           | Найкращий незалежний фільм                                       | The Orchard, InSync Plus                                     | Номінація                              |                                        |
| 2017                                   | «Премія Лондонського гуртка кінокритиків»   | Британсько-ірландська актриса року                               | Ребекка Холл                                                 | Номінація                              |                                        |